# Vật lý y khoa
Vật lý y học (còn gọi là vật lý y sinh, vật lý y học, vật lý ứng dụng trong y học, ứng dụng vật lý trong khoa học y tế, vật lý phóng xạ hoặc vật lý vô tuyến bệnh viện) nói chung là ứng dụng các khái niệm vật lý, lý thuyết và phương pháp vào y học hoặc chăm sóc sức khỏe. Khoa vật lý y tế có thể thấy trong bệnh viện hoặc trường đại học.
Trong trường hợp làm việc tại bệnh viện, thuật ngữ nhà vật lý y tế là chức danh của một nghề chăm sóc sức khỏe cụ thể, thường làm việc trong bệnh viện. Các nhà vật lý y tế thường được tìm thấy trong các chuyên ngành chăm sóc sức khỏe sau đây: X quang chẩn đoán và can thiệp (còn được gọi là hình ảnh y tế), y học hạt nhân, bảo vệ bức xạ và ung thư bức xạ. 

Một ribosome là một cỗ máy sinh học.

Khoa đại học có hai loại. Loại đầu tiên chủ yếu liên quan đến việc chuẩn bị cho sinh viên một nghề nghiệp như một nhà vật lý y tế bệnh viện và nghiên cứu tập trung vào việc cải thiện thực hành nghề nghiệp. Một loại thứ hai (ngày càng được gọi là "vật lý y sinh") có phạm vi rộng hơn nhiều và có thể bao gồm nghiên cứu trong bất kỳ ứng dụng vật lý nào vào y học từ nghiên cứu cấu trúc phân tử sinh học đến kính hiển vi và nanomeesine. Chẳng hạn, nhà vật lý Richard Feynman đưa ra giả thuyết về tương lai của y học nano. Ông đã viết về ý tưởng sử dụng y tế cho máy móc sinh học (xem công nghệ nano). Feynman và Albert Hibbs cho rằng một số máy sửa chữa có thể một ngày nào đó sẽ giảm kích thước đến mức có thể (như Feynman đã nói) "nuốt bác sĩ". Ý tưởng đã được thảo luận trong bài tiểu luận năm 1959 của Feynman There's Plenty of Room at the Bottom.